# Saison 7 de Burn Notice
Chronologie
Saison 6
Cet article présente les treize épisodes de la septième et dernière saison de la série télévisée américaine Burn Notice.

## Synopsis
Michael Westen est un agent secret qui est subitement mis à pied en plein milieu d'une opération. Il se retrouve à Miami sans savoir pourquoi, sans emploi, sous étroite surveillance d'agences fédérales et sans pouvoir quitter la ville. Michael est alors obligé de survivre en menant des opérations pour divers clients à Miami. Aidé par une ex-petite amie, Fiona, ancien membre de l'IRA, et Sam, un ancien soldat à la retraite, Michael utilise son expérience et des techniques d'espionnage pour venir à bout d'affaires que la police seule ne saurait résoudre. Parallèlement, Michael cherche activement à savoir pourquoi il a été « licencié ».

## Distribution

### Acteurs principaux
- Jeffrey Donovan (VF : Bertrand Liebert) : Michael « Mike » Westen
- Gabrielle Anwar (VF : Nathalie Karsenti) : Fiona Glenanne (en)
- Bruce Campbell (VF : Thierry Mercier) : Sam Axe (en)
- Sharon Gless (VF : Michèle Bardollet) : Madeline Westen
- Coby Bell (VF : Olivier Cordina) : Jesse Porter

### Acteurs récurrents
- Marc Macaulay (en) : agent Harris
- Paul Tei (VF : Vincent Ribeiro) : Barry
- Adrian Pasdar (VF : Pierre-François Pistorio) : Randall Burke
- Jack Coleman (VF : Nicolas Marié) : Andrew Strong
- Stephen Martines (en) (VF : Frédéric Popovic) : Carlos Cruz
- Alona Tal (VF : Marie Millet) : Sonya
- John Pyper-Ferguson (VF : Laurent Mantel) : James Kendrick
- Wilson Pennell (VF : Claire Baradat) : Charlie Westen

### Invités
- Nick E. Tarabay (VF : Philippe Bozo) : Dexter Gamble (épisodes 1 et 2)
- Ricardo Antonio Chavira (VF : Bernard Gabay) : Rafael Serano (épisodes 3 et 4)
- Charles Mesure (VF : Paul Borne) : Jack Frakes (épisode 6)
- Tim Matheson (VF : Bruno Dubernat) : Larry Sizemore (épisode 7)
- Tim Griffin (VF : Sam Salhi) : Frank Westen (épisode 7)
- David Meunier (VF : Patrick Béthune) : Ben Snyder (épisode 9)
- Amaury Nolasco (VF : Laurent Morteau) : Mateo (épisode 10)
- Garret Dillahunt (VF : Vincent Ropion) : Simon Escher (épisode 11)

## Production

### Développement
Le 7 novembre 2012, la série a été renouvelée pour une septième et dernière saison de treize épisodes.
La production de la saison a débuté le 18 mars 2013.

### Casting
En mars 2013, Jack Coleman, Stephen Martines et Adrian Pasdar ont obtenu un rôle récurrent pour la septième saison tandis que Nick Tarabay a obtenu le rôle de Dexter Gamble le temps de deux épisodes.
En juin 2013, Garret Dillahunt reprend son rôle de Simon Escher.

## Liste des épisodes

### Épisode 1:Nouveau Départ
- États-Unis : 6 juin 2013 sur USA Network[8]
- Québec : 27 mai 2014 sur Séries+[9]

- États-Unis : 4,32 millions de téléspectateurs[10] (première diffusion)

### Épisode 2:Loin des yeux, loin du cœur
- États-Unis : 13 juin 2013 sur USA Network
- Québec : 3 juin 2014 sur Séries+[11]

- États-Unis : 4,29 millions de téléspectateurs[12] (première diffusion)

### Épisode 3:Coup de poker
- États-Unis : 20 juin 2013 sur USA Network
- Québec : 10 juin 2014 sur Séries+[13]

- États-Unis : 3,4 millions de téléspectateurs[14] (première diffusion)

### Épisode 4:Frères d'armes
- États-Unis : 27 juin 2013 sur USA Network
- Québec : 17 juin 2014 sur Séries+[15]

- États-Unis : 3,87 millions de téléspectateurs[16] (première diffusion)

### Épisode 5:En territoire ennemi
- États-Unis : 11 juillet 2013 sur USA Network
- Québec : 24 juin 2014 sur Séries+

- États-Unis : 3,04 millions de téléspectateurs[17] (première diffusion)

### Épisode 6:Tout ou rien
- États-Unis : 18 juillet 2013 sur USA Network
- Québec : 8 juillet 2014 sur Séries+

- États-Unis : 2,86 millions de téléspectateurs[18] (première diffusion)

### Épisode 7:L'Instinct du tueur
- États-Unis : 25 juillet 2013 sur USA Network
- Québec : 8 juillet 2014 sur Séries+

- États-Unis : 3,06 millions de téléspectateurs[19] (première diffusion)

### Épisode 8:Exfiltration
- États-Unis : 1er août 2013 sur USA Network
- Québec : 15 juillet 2014 sur Séries+

- États-Unis : 3,6 millions de téléspectateurs[20] (première diffusion)

### Épisode 9:Le Goût de l'amertume
- États-Unis : 8 août 2013 sur USA Network
- Québec : 22 juillet 2014 sur Séries+

- États-Unis : 3,69 millions de téléspectateurs[21] (première diffusion)

### Épisode 10:Un ami qui vous veut du mal
- États-Unis : 15 août 2013 sur USA Network
- Québec : 29 juillet 2014 sur Séries+

- États-Unis : 3,66 millions de téléspectateurs[22] (première diffusion)

### Épisode 11:L'Ironie du sort
- États-Unis : 22 août 2013 sur USA Network
- Québec : 5 août 2014 sur Séries+

- États-Unis : 3,64 millions de téléspectateurs[23] (première diffusion)

### Épisode 12:À feu et à sang
- États-Unis : 5 septembre 2013 sur USA Network
- Québec : 12 août 2014 sur Séries+

- États-Unis : 3,79 millions de téléspectateurs[24] (première diffusion)

### Épisode 13:La fin justifie les moyens
- États-Unis : 12 septembre 2013 sur USA Network[25]
- Québec : 19 août 2014 sur Séries+

- États-Unis : 4,97 millions de téléspectateurs[26] (première diffusion)